# Aldrig är jag utan fara
Aldrig är jag utan fara är en sång om den kristnes bävan och trygghet skriven av Lina Sandell, Texten publicerades i Pilgrimsharpan 1861, Lina Sandells text är en fri översättning av Thomas Kingos text Aldrig er jeg uden Vaade från 1681.
Sången sjunges till koralen Jesu, du som själen spisar, men också till en traditionell folkvisa.

## Publicerad i
- Pilgrimsharpan, 1861
- Sionstoner 1935 som nr 479 under rubriken "Nådens ordning: Trosliv och helgelse"
- Lova Herren 1988 som nr 498